# Bárbara (historieta)
Bárbara es una serie de argentina de historieta de ciencia ficción, con guion de Ricardo Barreiro y dibujos de Juan Zanotto; es también el nombre de la protagonista.
La serie empezó a publicarse en la revista Skorpio, en el año 1979.

## Publicación
La historieta se publicó desde 1979 hasta 1983 en la revista Skorpioperteneciente a Editorial Record y dirigida por Ricardo Scutti. Esta revista aparecía mensualmente y en ella habían publicado y publicarían trabajos figuras de la talla de Oesterheld, Lalia, Mandrafina, Saccomanno, Lucho Olivera, Enrique Breccia, entre otros.
La obra contiene más quinientas páginas, un logro descomunal dado que durante la mayor parte del tiempo en que se realizó ambos autores residían en diferentes países. Hay partes en que los guiones de Ricardo Barreiro no lograron alcanzar a tiempo la redacción de la Editorial Record y fue Zanotto quién debió hacerse cargo de escribir los guiones para sus dibujos. Esto ocurre durante el último tercio de la saga aunque es difícil notar los cambios ya que Zanotto fue fiel a los criterios establecidos de forma conjunta con Barreiro.
Zanotto dibujó a Bárbara como una mujer exuberante y sensual, y en varios episodios mostró su desnudez. Sin embargo, a pesar de esto y del contenido ideológico de la historieta, esta no sufrió las consecuencias de la censura que padeció la cultura argentina durante la dictadura militar autodenominada Proceso de Reorganización Nacional.
Posteriormente Ediciones Record lanzó a la venta una recopilación de todos los capítulos de la serie, encuadernados en 4 tomos.
En el año 2010 en España la editorial 001 Ediciones publicó los primeros doce episodios de esta historieta bajo el título "Bárbara, Primer Ciclo".

## Argumento
El cómic transcurre en la Tierra en un futuro post-apocalíptico. El planeta ha quedado en un estado primitivo, con la raza humana reducida a pequeños clanes que viven en reservas. No existen ciudades y se han perdido los avances tecnológicos; además, animales y plantas han sufrido variadas mutaciones. Los clanes humanos rivalizan entre sí pero comparten el mismo temor a "la Bestia", un ser mortífero que los ha aterrorizado con sus feroces ataques. Para mantener satisfecha a la Bestia los humanos le ofrecen sacrificios (por lo general muchachas jóvenes y bellas) y adoptan una serie de preceptos y órdenes que los mantienen en un estado de sumisión. Sacerdotes escogidos por la Bestia se encargan de mantener el statu quo.
Bárbara es miembro de uno de los clanes que vive en el área de lo que fue Buenos Aires. Cumpliendo el precepto religioso, la noche de su boda Bárbara debe consentir que el sacerdote tenga relaciones con ella antes de poder ser acogida por su marido; cuando ella se resiste sobreviene una lucha y mata al sacerdote. Entonces su flamante esposo la repudia, temeroso de atraer la maldición de la Bestia, y Bárbara debe huir de la reserva.
Afortunadamente, se las arregla para sobrevivir a los peligros de la zona pantanosa de la antigua metrópoli y a partir de allí vivirá dramáticas aventuras. Conocerá el peligro que representan los Adrios, una raza dominante que posee una sofisticada tecnología y que controla todo el territorio fuera de las reservas, donde por ley nunca entran.
Bárbara se infiltra en una de las bases de los adrios y comienza a descubrir que son estos los causantes de la transformación sufrida por el mundo, que no siempre ha sido así como Bárbara y su gente lo conocen. Estos descubrimientos impulsan a Bárbara a comenzar una rebelión, contra los Adrios, llamada "la Gran Revuelta".

## Personajes

### Bárbara
La heroína se muestra en un comienzo tímida y sumisa, pero luego reacciona frente a las imposiciones y muestra un carácter decidido, como así también capacidad de liderazgo.
Posee poderes telepáticos, con los que puede comunicarse con animales y plantas. Las mismas capacidades se pueden encontrar también en la nueva generación de seres humanos, pero aún más poderosas, y que son fundamentales para la destrucción de los invasores alienígenas.
A lo largo de la saga Bárbara conoce a muchos personajes, incluyendo varios hombres con los cuales traba ciertas relaciones. Muestra iniciativa con ellos al momento del amor, pero invariablemente estos personajes mueren.

### Daro
Es un joven de la raza de los shava, esclavos de los adrios. Ayuda a Bárbara a escapar de los hombres de su clan que quieren vengar la muerte del sacerdote. Con ella descubre algunos secretos del poderío de los adrios.

### Frodo
Es un científico adrio que se rebeló contra la conquista que su raza realizaba en la Tierra y fue encarcelado por ello. Bárbara lo libera y desde entonces se transforma en su compañero inseparable. Es él quien revela a Bárbara los detalles del plan de conquista llevado a cabo por los adrios.

### Ernesto
Astronauta nacido en Córdoba, miembro de una tripulación que emprendió un viaje espacial antes de la invasión de los adrios. Al regresar a la Tierra encuentra un planeta totalmente distinto, y se une a Bárbara en la rebelión. Se vincula sentimentalmente con Bárbara y se convierte en el gran amor de la heroína.

### Ara
Es una cazadora de recompensas, discípula de una religión cósmica de tintes feministas, que constantemente critica al género masculino, llamándolo "macho dominante" en forma despectiva. Captura a Bárbara en el viaje espacial que esta realiza, pero la libera por ser mujer y luego colabora en el plan de Bárbara para combatir a los adrios.

### Los niños de las reservas
Son niños nacidos después de la invasión de los adrios. Han sido afectados por las mutaciones y poseen poderes sobrenaturales que les permiten manipular animales y objetos inanimados. Pueden comunicarse con niños de otros mundos y son quienes convencen a Bárbara de emprender un viaje por el espacio para derrotar definitivamente a los adrios. Adoptan a Bárbara, llamándola "mamá" en retribución al cariño que esta les tiene.

### Los comandantes adrios
Los adrios son la raza invasora. Bárbara conoce primero a Azirro, el comandante de la base más cercana a la reserva, y también a su hermana Dinia y al hijo de aquel, Vanio. Otro personaje adrio importante es Ladiuz, comandante que reemplaza a Azirro.

## Valoración y características
Bárbara es un grandioso canto a la rebelión y la resistencia en contra de los abusos de la dictadura. La trama está ambientada inicialmente en una Buenos Aires posapocalíptica y luego en el espacio, exponiendo con total claridad los tiempos oscuros por los que atravesaba la Argentina en aquel entonces. Bárbara no acogió únicamente una ideología revolucionaria, sino que también presentó un alto grado de erotismo poco frecuente en la historieta argentina o americana de la época.
En "Bárbara" se encuentran presentes el género de aventura y la ciencia ficción. La descripción del mundo en el que vive Bárbara muestra una sociedad primitiva, donde la casta sacerdotal posee gran poder político. Esto es posible porque los sacerdotes son quienes pueden comunicarse con los dioses y realizar los sacrificios que mantienen calmada a la Bestia. La religión, con formas primitivas, ayuda a mantener el statu quo.
Estas sociedad, reducidas a clanes aislados entre sí, es esencialmente machista, ya que los hombres son los encargados de cazar para que el clan tenga comida. El puesto de Jefe de Caza confiere gran prestigio a su poseedor dentro del clan.
Las semejanzas con "El Eternauta" son evidentes. Así como en el Eternauta se puede notar cómo una invasión de extraterrestres a Buenos Aires puede transformar en héroe a una persona común y corriente. Parte del encanto de Bárbara se basa en cómo Barreiro nos revela la alteración de la protagonista de nena vulnerable a convertirse en líder de una rebelión interestelar.
La lucha entre una potencia invasora y el pueblo nativo, ya abordado en anteriores historietas argentinas, es el eje de la historia. Los humanos, dotados de armas primitivas, adoptan la táctica de guerra de guerrillas para enfrentarse al superior armamento de los adrios.
Tanto los dibujos del espacio exterior como los paisajes selváticos realizados en Bárbara desbordan imaginación y creatividad por parte del artista.

## Episodios
1. En la tierra de nadie.

2. En la ciudad muerta.

3. En poder de los Adrios.

4. En el clan de Los Sin Miedo.

5. En las garras de la Bestia.

6. En contra del soldado.

7. En las puertas de la nada.

8. En la soledad y el peligro.

9. En la piedra de la muerte.

10. En reemplazo de Azirro.

11. En el gran paraíso.

12. En la senda de la verdad.

13. Persecución implacable.

14. Rebelión en la espesura.

15. El retorno de la bestia.

16. El reino Demente I.

17. El reino Dement II.

18. Viajero estelar.

19. Refugio submarino.

20. Historia de un fusil.

21. Expansión.

22. Atacan los Krigios.

23. Mutación decisiva.

24. El gran barco fluvial.

25. Ataque submarino.

26. Represalia total.

27. La última esperanza.

28. Un pasaje a Araguevar.

29. La bestia estelar.

30. La nave y la eternidad.

31. Cazador de recompensas.

32. Jaque al Flashblad.

33. El planeta olvidado.

34. El ángel.

35. Ciberland.

36. El principio del fin.

37. Las puertas del Eden.